# Jenny Wrangborg
Jenny Kristina Wrangborg, född  15 september 1984 i Kristianstad, är en svensk poet och krönikör.

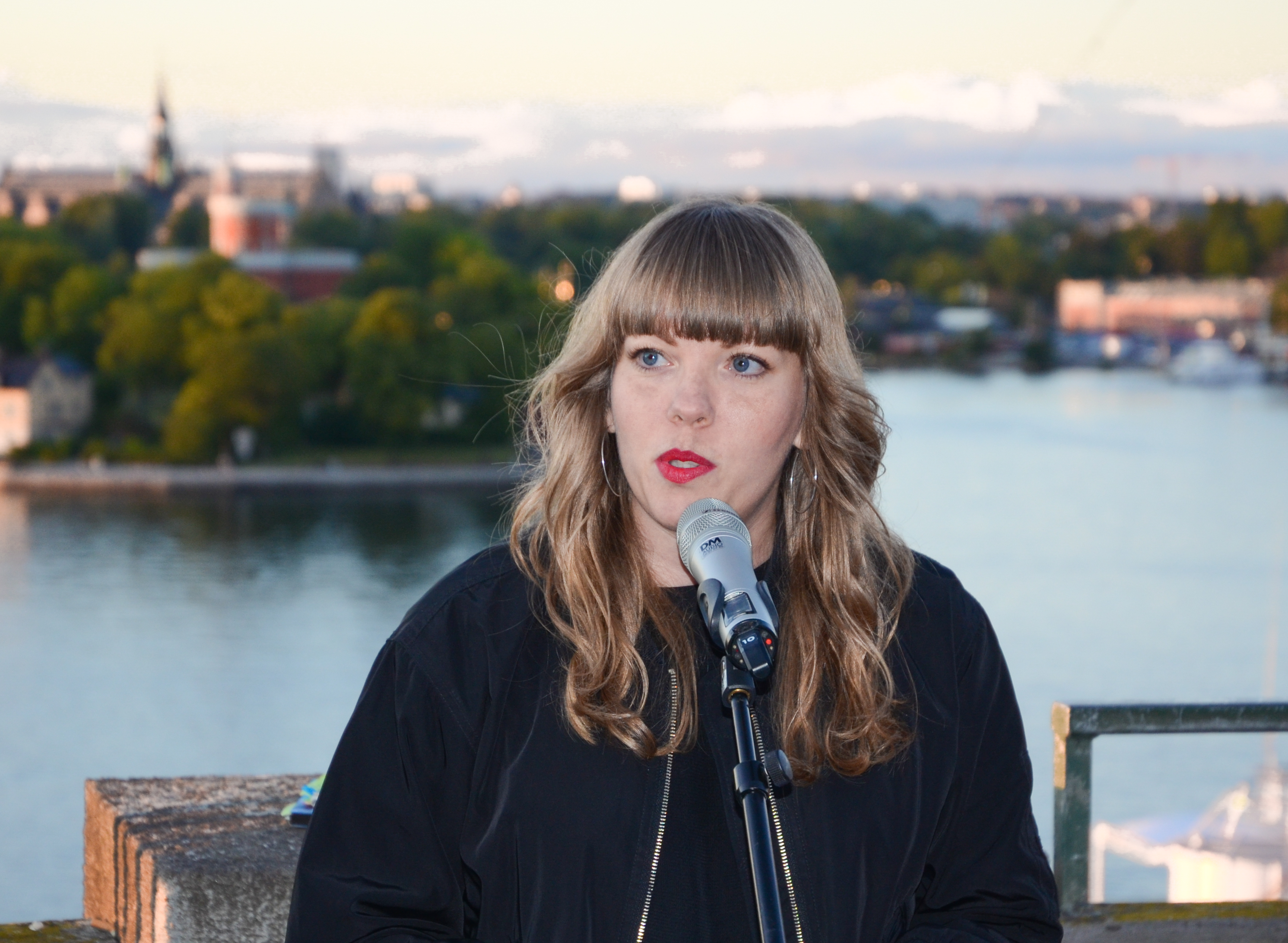
Jenny Wrangborg läser poesi på Per Anders Fogelströms Terrass när Per Anders Fogelströms minne högtidlighölls på 100 års-dagen utanför författarens bostad på Fjällgatan i Stockholm 2017.

Wrangborg, som är kallskänka, skriver för Arbetet, Flamman, Folket i Bild/Kulturfront, ETC, Kommunalarbetaren och Dagens Arbete. Hon har gett ut diktsamlingarna Kallskänken (2010) och Vad ska vi göra med varandra (2014). År 2009 satte Wrangborg upp föreställningen "Vi är här nu – en föreställning om att arbeta" på Uppsala Stadsteater med dikter om arbetet som kallskänka, facket och samhället.
Wrangborg står för poesin i musikgruppen Jenny Wrangborg & Stationen. Mellan 2010 och 2012 var Wrangborg medlem i musikgruppen Stormen som även bestod av Emelie Askfelt, Ellen Sundh och Helena Skar.

### Diktsamlingar
- 2010 –  Kallskänken : dikter. (Kata). Libris 11830355. ISBN 9789186601003
- 2014 –  Vad ska vi göra med varandra. (Ordfront). Libris 14746400. ISBN 9789170377754

### Bidrag i antologier
- 2001 – Med frihet på näsan (Yelah förlag)
- 2003 – Poeter mot krig (Yelah förlag)
- 2009 – Snart går vi utan er, Brev till Socialdemokraterna (Leopard förlag)
- 2010 – Vårt sätt att leva tillsammans kommer att ändras (Leopard förlag)
- 2010 – Skarpt läge (Föreningen Arbetarskrivare)
- 2012 – Landet som sprängdes (Föreningen Arbetarskrivare)
- 2016 – En i laget (Lilla piratförlaget)

### Diskografi
- 2014 – Söder ska resa sig (igen) Rötjut/United Stage Management Group[1]

## Utmärkelser
- 2010 – Stig Sjödinpriset
- 2010 – Spingo-stipendiet
- 2012 – Jan Myrdals lilla pris – Robespierrepriset[2]
- 2012 – LO:s kulturpris.[3]
- 2014 – Gustaf Frödings stipendium[4]
- 2015 – Svenska Målareförbundets kulturstipendium[5]
- 2017– Handelsanställdas kulturstipendium[6]
- 2017– Ove Allanssons litteraturpris[7]
- 2018 - ABF:s litteratur- & konststipendium